# オリヴァー・ジャクソン
オリヴァー・ジャクソン（Oliver Jackson、1933年4月28日 - 1994年5月29日）は、ボップス・ジュニア（Bops Junior）としても知られるアメリカのジャズ・ドラマー。

## 略歴
ジャクソンはアメリカ合衆国ミシガン州デトロイトに生まれ、1940年代にはサド・ジョーンズ、トミー・フラナガン、ワーデル・グレイらと共演し、エディ・ロックと共に『Bop & Locke』というバラエティ番組を主催した。1954年から1956年までユセフ・ラティーフと活動した後、ニューヨークに移り、1957年と1958年にはメトロポールで定期的に演奏した。その後、テディ・ウィルソン、チャーリー・シェイヴァース（1959年 - 1961年）、バック・クレイトン、ベニー・グッドマン（1962年）、ライオネル・ハンプトン（1962年 - 1964年）、ケニー・バレル、アール・ハインズ（1964年 - 1970年 ※断続的）、そしてバド・ジョンソンとのJPJカルテットなどと活動した。晩年には、サイ・オリヴァー（1975年 - 1980年）、オスカー・ピーターソン、ジョージ・ウェイン率いるニューポート・オールスターズとも活動を行った。バンドリーダーとして、ジャクソンは1961年にスイスで公演を行い、1977年から1984年にかけてブラック・アンド・ブルー・レコードで少なくとも5枚のアルバムをレコーディングした。
ベーシストの兄アリ・ジャクソンは、キャリアの初期から晩年までジャクソンと共演した。甥のアリ・ジャクソン・ジュニアはジャズ・ドラマーである。
ジャクソンはニューヨークにて心不全のため61歳で亡くなった。

## ディスコグラフィ

### リーダー・アルバム
- 『オリヴァー・ジャクソン・フィーチャリング・クリフ・スモールズ・アンド・レナード・ガスキン』 - Oliver Jackson Trio (1979年、Black & Blue)
- 『プレゼンツ "ル・クァルテット"』 - Presents "Le Quartet" (1983年、Black & Blue)
- Billy's Bounce (1984年、Black & Blue)[1]

### 参加アルバム
レイ・アレクサンダー
- Rain In June (1992年、Nerus)

ジーン・アモンズ
- 『バッド! ボサ・ノヴァ』 - Bad! Bossa Nova (1962年、Prestige)

レイ・ブライアント
- 『レイ・ブライアント・プレイズ』 - Ray Bryant Plays (1959年、Signature)
- 『リトル・スージー』 - Little Susie (1960年、Columbia)

ケニー・バレル
- The Tender Gender (1966年、Cadet)

バック・クレイトン
- One for Buck (1961年、Columbia)

エディ・ロックジョウ・デイヴィス
- 『ジョーズ・ストライクス・アゲイン』 - Jaws Strikes Again (1976年、Black & Blue)

デクスター・ゴードン
- 『デックス・アット・モントルー』 - Dexter Gordon with Junior Mance at Montreux (1970年、Prestige)

ジョニー・ホッジス
- 『トリプル・プレイ』 - Triple Play (1967年、RCA Victor)

メイジャー・ホリー & スラム・スチュワート
- 『シャット・ユア・マウス!』 - Shut Yo' Mouth! (1981年)

イリノイ・ジャケー
- The Blues; That's Me! (1969年、Prestige)

エタ・ジョーンズ
- Love Shout (1963年、Prestige)

ポール・ゴンザルヴェス
- 『エリントニア・ムード・アンド・ブルース』 - Ellingtonia Moods and Blues (1960年、RCA Victor)

ハンク・ジョーンズ
- 『アイ・リメンバー・ユー』 - I Remember You (1977年、Black & Blue)

キング・カーティス
- 『ザ・ニュー・シーン・オブ・キング・カーティス』 - The New Scene of King Curtis (1960年、New Jazz)
- 『ソウル・ミーティング』 - Soul Meeting  (1960年、Prestige)
- 『ブルース・アット・モントルー』 - King Curtis & Champion Jack Dupree: Blues at Montreux (1973年、Atlantic)

ユセフ・ラティーフ
- Jazz and the Sounds of Nature (1957年、Savoy)
- 『プレイヤー・トゥ・ジ・イースト』 - Prayer to the East (1957年、Savoy)
- 『サウンド・オブ・ユーゼフ』 - The Sounds of Yusef (1957年、Prestige)
- 『アザー・サウンズ』 - Other Sounds (1957年、New Jazz)
- 『クライ! テンダー』 - Cry! - Tender (1957年、New Jazz)

ギルド・マホネス
- 『アイム・シューティング・ハイ』 - I'm Shooting High (1963年、Prestige)

ビリー・ミッチェル
- 『リトル・ジューシー』 - A Little Juicy (1963年、Smash)

ジョー・ニューマン
- Jive at Five (1960年、Swingville)

ビリー・ストレイホーン
- 『キュー・フォー・サクソフォン』 - Cue for Saxophone (1959年、Felsted)

ジョー・トーマス & ジェイ・マクシャン
- Blowin' in from K.C. (1983年、Uptown)